# Leroy Labylle
Leroy Labylle (Liegi, 11 marzo 1991) è un calciatore belga, difensore dell'Union Hutoise.

## Carriera

### Club
Ha giocato nella prima divisione dei campionati belga e olandese.

### Nazionale
Ha giocato nella nazionale belga Under-21.

## Palmarès

### Club

#### Competizioni nazionali
- Coppa dei Paesi Bassi: 1

PEC Zwolle: 2013-2014
- Supercoppa dei Paesi Bassi: 1

PEC Zwolle: 2014